# أن تكون من آل ريكاردو
أن تكون من آل ريكاردو (بالإنجليزية: Being the Ricardos) هو فيلم سيرة ذاتية من تأليف وإخراج آرون سوركين وبطولة نيكول كيدمان، خافيير باردم، جي كي سيمونز، نينا أرياندا، توني هايل، عليا شوكت، جيك لاسي وكلارك غريغ. صدر الفيلم في الولايات المتحدة في 10 ديسمبر 2021.

## روابط خارجية
أن تكون من آل ريكاردو على موقع IMDb (الإنجليزية)
- أن تكون من آل ريكاردو على موقع ميتاكريتيك (الإنجليزية)
- أن تكون من آل ريكاردو على موقع روتن توميتوز (الإنجليزية)
- أن تكون من آل ريكاردو على موقع ألو سيني (الفرنسية)
- أن تكون من آل ريكاردو على موقع فيلمافينيتي (الإسبانية)
- أن تكون من آل ريكاردو على موقع قاعدة بيانات الأفلام السويدية (السويدية)
- أن تكون من آل ريكاردو على موقع قاعدة بيانات الفيلم (الإنجليزية)
- أن تكون من آل ريكاردو على موقع ليتربوكسد (الإنجليزية)
- أن تكون من آل ريكاردو على موقع كينوبويسك (الروسية)